# Harudi, Kudligi
Harudi là một làng thuộc tehsil Kudligi, huyện Bellary, bang Karnataka, Ấn Độ.